# Liam Aiken

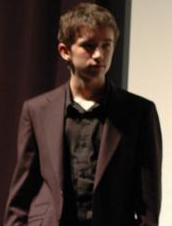
Liam Aiken (2006)

Liam Pádraic Aiken (* 7. Januar 1990 in New York City, New York) ist ein US-amerikanischer Schauspieler.

## Leben
Liam Aiken wurde im Januar 1990 in New York City im US-Bundesstaat New York geboren. Sein Debüt gab er in einem Werbespot für den Ford Windstar. Auf der Bühne trat Liam erstmals mit sieben Jahren im Broadway-Stück A Doll’s House auf. Seine erste Filmrolle hatte er im selben Jahr als Parker Poseys Sohn in Henry Fool. Seine erste Hauptrolle war die Rolle des Ben Harrison in Seite an Seite mit Susan Sarandon als Mutter. Außerdem spielte er 2002 mit Tom Hanks als Vater in Road to Perdition und 2003 die Hauptfigur Owen Baker in dem Film In tierischer Mission. Nach Drehschluss dieses Films erhielt er von der Filmcrew ein Geschenk: Einen Hund, den er in Anspielung auf einen älteren englischen Film Kes nannte. Seine bis dato populärste Rolle hatte er in der Jugendbuchverfilmung Lemony Snicket – Rätselhafte Ereignisse mit Jim Carrey in der Hauptrolle. Dort spielte er den Waisenjungen Klaus Baudelaire. Als ursprünglich vorgesehener Harry-Potter-Darsteller wurde er letztendlich durch Daniel Radcliffe ersetzt, da Joanne K. Rowling auf einen britischen Darsteller bestand.

## Filmografie (Auswahl)
- 1997: Henry Fool
- 1998: Wiege der Angst (Montana)
- 1998: Liebe in jeder Beziehung (The Object of My Affection)
- 1998: Seite an Seite (Stepmom)
- 2000: Ich träumte von Afrika (I Dreamed of Africa)
- 2001: Sweet November – Eine Liebe im Herbst (Sweet November)
- 2001: The Rising Place
- 2002: Road to Perdition
- 2002–2009: Criminal Intent – Verbrechen im Visier (Law & Order: Criminal Intent) (Fernsehserie, 2 Episoden)
- 2003: In tierischer Mission (Good Boy!)
- 2004: Lemony Snicket – Rätselhafte Ereignisse (Lemony Snicket’s A Series of Unfortunate Events)
- 2006: Fay Grim
- 2010: The Killer Inside Me
- 2011: A Gifted Man (Fernsehserie)
- 2012: Electrick Children
- 2012: Girls Against Boys
- 2013: How to Be a Man
- 2013: Mad Men (Fernsehserie, 1 Episode)
- 2013: How to Be a Man
- 2014: Ned Rifle
- 2015: The Frontier
- 2015: Weepah Way for Now
- 2016: Like Lambs
- 2017: The Honor Farm
- 2017: Emoji – Der Film (The Emoji Movie, Sprechrolle)
- 2021: Bashira